# CMLL Show Aniversario 86
CMLL Show Aniversario 86 fue un evento de pago por visión de lucha libre profesional producido por Consejo Mundial de Lucha Libre. Tuvo lugar el 27 de septiembre de 2019 desde la Arena México en Ciudad de México.
En el evento principal, Ciber the Main Man, Último Guerrero, Gilbert el Boricua, Volador Jr., Negro Casas, Bárbaro Cavernario y Big Daddy se arriesgaron en un Steel Cage Match de Lucha de Apuestas donde el último hombre en la jaula, será rapado El evento también contará con la primera lucha de Máscara contra Máscara en la división Micro-Estrella del CMLL, ya que Microman y Chamuel ponen en juego su máscara. El espectáculo presentó cinco luchas adicionales, incluso una lucha por el Campeonato Nacional Femenil y el Campeonato Nacional de Tríos.

## Resultados
- Audaz, Rey Cometa y Stigma derrotaron a Misterioso Jr., Tiger y Virus.
  - Stigma cubrió a Tiger después de un «450°».
- Dulce Gardenia, Diamante Azul y Titán derrotaron a El Hijo del Villano III, Hechicero y Rey Bucanero por descalificación.
  - Los rudos quedaron descalificados tras golpear al árbitro.
- La Metálica derrotó a Dalys la Caribeña y retuvo el Campeonato Nacional Femenil.
  - Metálica cubrió a Caribeña después de un «Roll Up».
  - Originalmente Marcela iba a defender su Campeonato Mundial Femenil del CMLL, pero fue reemplazada por Metálica debido una lesión.
- Los Guerreros Laguneros (Euforia & Gran Guerrero) y Soberano Jr. derrotaron a Los Hermanos Chávez (Ángel de Oro & Niebla Roja) y Mephisto
  - Euforia y Guerrero cubrieron a Oro y Roja.
  - Después de la lucha, Oro y Roja retan a Euforia y Guerrero por el Campeonato Mundial en Parejas del CMLL.
- Microman derrotó a Chamuel en una Lucha de Máscara contra Máscara.
  - Microman cubrió a Chamuel después de una «Tapatía».
  - Como consecuencia, Chamuel perdió su máscara.
  - La identidad de Chamuel era: el luchador se llama José Francisco García Cruz y su lugar de origen es San Andrés Tuxtla, Puebla.
- Nueva Generación Dinamita (El Cuatrero, Forastero & Sansón) derrotaron a Carístico, Místico y Valiente y retuvieron el Campeonato Nacional de Tríos.
  - Sansón cubrió a Carístico después de una «Súper Desnucadora».
- Negro Casas perdió ante Bárbaro Cavernario, Big Daddy, Ciber the Main Man, Gilbert el Boricua, Último Guerrero y Volador Jr. en un Steel Cage de Apuestas.
  - Bárbaro Cavernario, Big Daddy, Ciber the Main Man, Gilbert el Boricua y Volador Jr. se salvaron después de escapar de la jaula.
  - Guerrero cubrió a Casas con un «Guerrero Special».
  - Las reglas de la lucha era de la siguiente forma: Los siete luchadores comenzaban con la lucha dentro de la jaula. Si los cinco luchadores lograban escapar de la jaula, la lucha pasa a ser un Cabellera vs. Cabellera entre los dos luchadores restantes donde el perdedor deberá raparse.
  - Como consecuencia, Casas perdió la cabellera.
  - El Campeonato Mundial de Peso Completo del CMLL de Guerrero, no estuvo en juego.